# Shirō Hamaguchi
Pour les articles homonymes, voir Hamaguchi.
Shirō Hamaguchi (浜口 史郎, Hamaguchi Shirō) est un compositeur et arrangeur japonais.

## Œuvres

### Animation
- 2013 :  Mondaji-tachi ga isekai kara kuru sou desu yo ?
- 2012 : Girls und Panzer et Tari Tari
- 2010 : Jewelpet Twinkle (saison 2)
- 2009 : Jewelpets, le royaume des bijoux (saison 1)
- 2008 : Rosario + Vampire (saison 1), et Rosario + Vampire Capu2 (saison 2), avec Kohei Tanaka
- 2007 : Big Windup!, avec Akifumi Tada, et Ah! My Goddess tatakau tsubasa (OAVs)
- 2006 : Ah! My Goddess sorezore no tsubasa (Saison 2)
- 2005 : Ah! My Goddess (Saison 1)
- 2002 : Kiddy grade
- 2001 : Final Fantasy: Unlimited avec Akifumi Tada
- 2000 : Dinozaurs  avec Akifumi Tada
- 1999 : One Piece avec Kohei Tanaka
- 1998 : AWOL - Absent WithOut Leave
- 1997 : Ehrgeiz